# Смєхов Веніамін Борисович
Веніамін Борисович Смє́хов (рос. Вениамин Борисович Смехов; нар. 10 серпня 1940, Москва, РРФСР) — радянський і російський актор театру і кіно, режисер, сценарист, літератор.

## Біографія
Народився 10 серпня 1940 року в Москві в єврейській родині. Дитинство провів на 2-й Міщанській вулиці (нині вулиця Гіляровського). Уперше побачив свого батька в 1945 році, коли той повернувся з війни.
У шкільні роки займався в драматичному гуртку Палацу піонерів. Закінчив Театральне училище ім. Б.Щукіна (1961, курс В. А. Етуша).
У 1961—1962 рр. — актор Куйбишевського драматичного театру.
Повернувся до Москви, у 1962—1998 рр. (з перервою) служив у Московському театрі драми і комедії на Таганці (головний режисер Ю. П. Любимов), де зіграв близько 30 ролей. У 1985—1987 рр. — актор театру «Современник» на запрошення головного режисера Г. Б. Волчек.
З 1969 поставив на ТБ ряд телеспектаклів.
На початку 60-х дебютував на телебаченні і в кіно. Знявся більше ніж у сорока телеспектаклях і кінофільмах.
Працював над дубляжем ігрового кіно і озвучуванням мультфільмів (зокрема, «Чарівник Смарагдового міста» (1974, Бастінда), «Якого рожна хочеться?» (1975), «Пригоди капітана Врунгеля» (Адмірал в 4-й серії; диктор радіо у 8-й серії).
Автор сценаріїв до ряду фільмів, зокрема, до російсько-українського «Алі-Баба і сорок розбійників» (2005, реж. Віктор Придувалов).
У 1990-ті роки ставив драматичні та оперні вистави в Чехії, Ізраїлі, Франції, Німеччини, Австралії, виступав з концертами. Вів курс акторсько-режисерської майстерності для студентів в США.
В даний час гастролює з виставами, поетичними моноспектаклями, творчими вечорами, веде програми на телебаченні (зокрема, «Таланти і шанувальники», «Золотий вік Таганки» тощо).
Автор кількох художніх і публіцистичних книг.
Лауреат ряду премій. Відмовився від звання Народний артист Росії.

## Фільмографія
- 1968 — «Служили два товариші» — барон Краузе
- 1976 — «Смок і Малюк» — Смок Беллью, роль озвучив В. Ферапонтов)
- 1976 — «Середина життя»
- 1978 — «Д'Артаньян і три мушкетери» — Атос
- 1979 — «У моїй смерті прошу звинувачувати Клаву К.» — дядя Сєва
- 1983 — «Казка мандрів» — Дон Кіхот на Драконові
- 1983 — «Алі-Баба і сорок розбійників» — Мустафа, оповідач і швець
- 1986 — «Сім криків в океані» — Барон Порто
- 1988 — «Щеня» (Одеська кіностудія) — Саша
- 1990 — «Пастка для самотнього чоловіка» — Кюре Максімен
- 1991 — «Дура» — Бенжамен Боревер
- 1992 — «Ключ» — пан Браун
- 1992 — «Мушкетери двадцять років по тому» — Атос
- 1993 — «Сніданок з видом на Ельбрус» (реж. М. Малецький) — Сумароков
- 1993 — «Таємниця королеви Анни, або Мушкетери тридцять років потому» — Атос
- 2004 — «Бальзаківський вік, або Всі чоловіки сво...» — Олександр
- 2007 — «Повернення мушкетерів, або Скарби кардинала Мазаріні» — Атос
- 2008 — «Монтекрісто» — Ілля Орлов
- 2008 — «Прилетить раптом чарівник»
- 2011 — «Фурцева» — Петро Богуславський
- 2013 — «Знайти чоловіка у великому місті» — Олександр
- 2013 — «Продавець іграшок»
- 2013 — «Царівна Лягушкіна»
- 2014 — «Спіраль»
- 2016 — «Мафія: Гра на виживання» та ін.

## Родина
- Батько — Борис Мойсейович Смєхов (1912—2010) — професор, доктор економічних наук